# Jirko Malchárek
Jirko Malchárek (Jeseník, 28 de junho de 1966) é um político e ex-automobilista eslovaco.

## Biografia
Formado na Universidade Técnica da Eslováquia, Malchárek esteve no Conselho Nacional Eslovaco entre 1998 a 2006, integrando o Partido do Entendimento Cívico (Strana občianskeho porozumenia) e Aliança do Novo Cidadão, do qual é membro fundador, entre 2002 e 2005. Em setembro deste último, ele abandonou a Aliança do Novo Cidadão e tornou-se membro do partido Nádej, que não chegou ao parlamento nas eleições do ano seguinte.
Ainda foi Ministro da Economia de seu país entre outubro de 2005 e julho de 2006.

## Fórmula 1
Em 2002, aos 36 anos de idade, Malchárek participou de alguns testes da Minardi. Embora seja natural da República Checa (sua cidade natal, Jeseník, faz fronteira com a Polônia), tornou-se o primeiro eslovaco a pilotar um carro de Fórmula 1 e também o único político a participar de um evento oficial da categoria.
Além da política, ele é também cofundador da BECEP, entidade ligada à segurança automobilística.